# 2014年國際足協世界盃準備工作

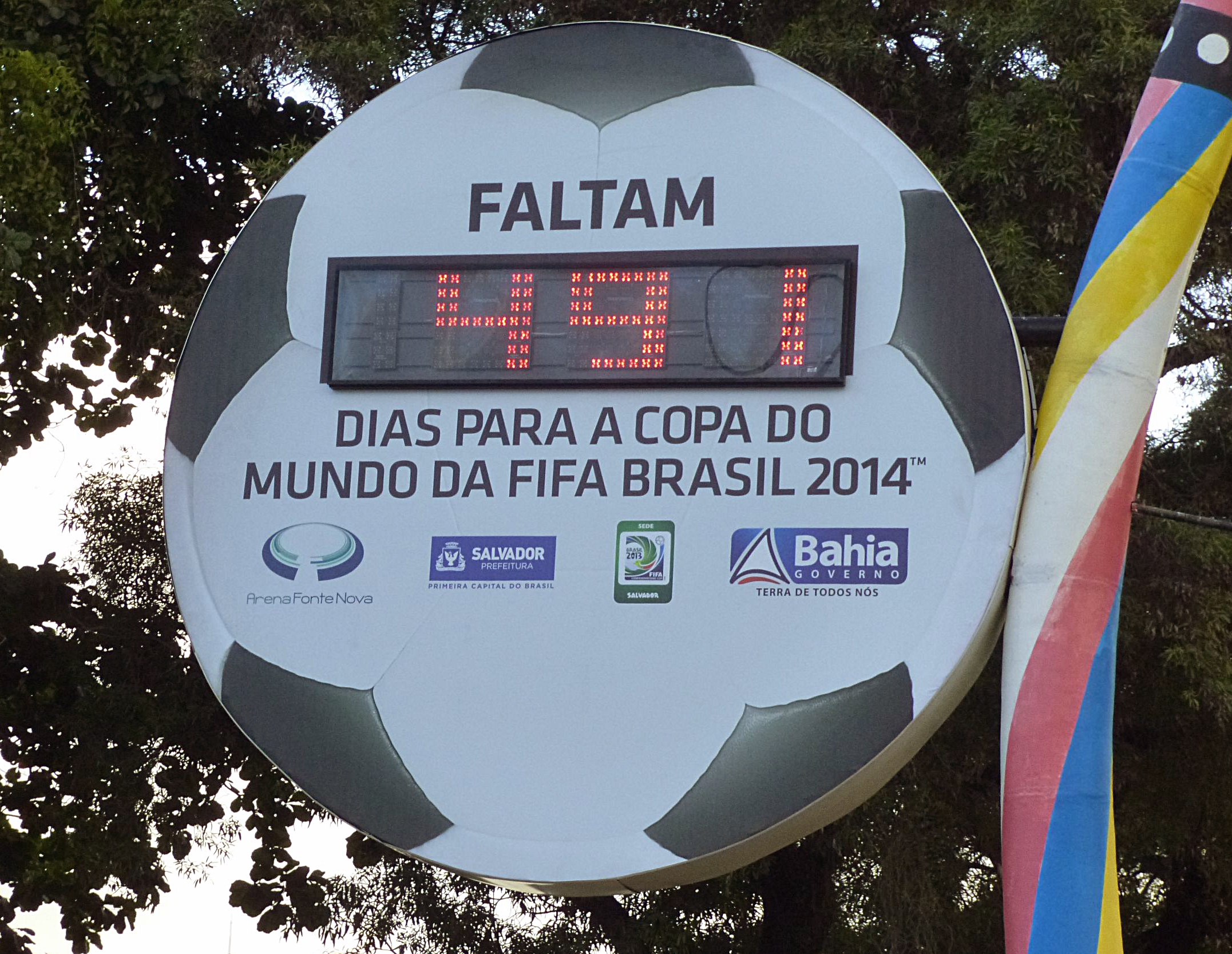
世界杯倒计时显示牌

2014年國際足協世界盃是世界盃史上成本最高的赛事。比赛前夕巴西政府投入了140亿美元，大部分用于场馆建设和基建项目。国际足联在赛事决赛圈阶段亦花费近40亿。

## 场馆建设
最终用在场馆建设的36亿美元比组织者先前预计的11亿美元大大增多。有五座举办城市专门为世界杯新建场地，而首都巴西利亚的巴西利亚国家体育场更是被拆毁重建，其与六座场地被全面翻新。位于里约热内卢的马拉卡纳体育场是世界最大型的体育馆，曾享有世界杯决赛观众人数记录（199854），本届世界杯决赛将在此上演。巴西足球协会原本打算在莫伦比体育场举办揭幕战，但由于场馆改善没有财务担保，而被2010年被搁置并由圣保罗体育场取代。
首座全新体育场卡斯特劳体育场2013年1月开始运作。六座场馆在2013年联合会杯中使用，其他六座错过了国际足联原定于2013年12月31日的竣工最后期限。2013年11月，圣保罗体育场的一次致命性的起重机倒塌事故，导致体育场部分遭损，两名工人遇害，给竣工带来阻碍。库里奇巴拜沙达体育场工期建站缓慢，让国际足联在2014年1月扬言放弃该场地作为主要场馆，除非在接下来的一个月取得实质性进展。对进展感到满足后，国际足联证实库里提巴仍为主办城市。
2014年头三个月，马瑙斯亚马逊体育场、纳塔尔和阿雷格里港的场馆迎来首场测试赛。2014年5月，国际足联秘书长视察上述场馆时，对其准备工作表示担忧，要求额外的测试活动。巴西副体育部长路易斯·费尔南德斯则回应“没有可担心的”。

## 基建项目
2010年1月，巴西联邦政府估计举办世界杯赛事预计花费110亿美元，并宣布为2014年世界杯比赛场馆的修葺减税，对主办城市和国际足联在巴西的开支免征增值税。
政府拨款18亿欧元用于2014年世界杯的工程建设。
本届赛事组委会视巴西机场为“大难题”。比赛期间估计60万人共300万人次搭乘飞机。
国家立法确保加快国营机场建设工程。然而，巴西政府2011年的研究，表明10-13号航站楼升级工程的完工赶不上比赛。巴西总统迪尔玛·罗塞夫表示政府将强势介入，确保机场完工，开放民间投资。三大机场的运营权于2013年拍卖给私人机构，费用估计108亿美元。
其他重大基础设施项目，相继在全国各地的铁道系统、轻轨和快速公交线路展开，届时机场将连接市中心和比赛场馆，总里程预计超过4300公里。
为迎接大量旅客，巴西开发银行向全国酒店网络的建设拨款20亿亚雷尔。在里约热内卢，这项开发也将用于即将举办的2016年夏季奥林匹克运动会。
许多工程计划被取消，如玛瑙斯和圣保罗的新单轨铁路系统、贝洛奥里藏特的地铁系统，其他项目预计不能赶在比赛前完工。2014年5月有报告指出，计划中的93个重大项目仅有36个完工。国际足联秘书长瓦尔克·杰罗姆则为工程进度辩护，指出“所有项目从一开始就未准备就绪，政府计划中的某些工程明显超出了世界杯范围”。国际足联承诺赛后至少将花费2000万美元用于“遗产项目”。
原定计划未能全部完成，成为一些巴西人批评政府对赛事的投资和项目处理的原因。Datafolha在赛前两个月开展的民意调查中，仅有48%的巴西受访者对赛事表示支持，较2008年的79%大幅下降。55%受访者相信赛事对巴西人弊大于利。国际足联主席布拉特承认“因为许诺的东西太多，巴西民众都有点不满”。
现从政的前巴西足球运动员罗马里奥批评国家对准备工作的处理，但表示“国际足联的要求过分”。另一位前球员罗纳尔多表示，国家的基础设施和一系列所承诺投资未兑现——仅兑现了30%让自己“尴尬”。
德国经济学家认为，像巴西或俄罗斯这样的新型工业化国家，举办体育盛会是经济奢侈。他们认为让这样的赛事持续下去，须有两大措施：一、少建设，二、负责组织的协会应资助场馆。大型体育场馆和街道在赛后被废弃。若投资与资产的联系太低，后果将是灾难性的，赛事只会榨干大量投入资金。因此，他们担心奥运会和足球世锦赛会被威权主义国家垄断。

## 安保措施
巴西政府承诺9亿美元的投资用于安全部队，使得赛事成为“有史以来最受保护的体育盛事之一”。每50人出席赛事和每80人在公众场合观看赛事就配备一名警察。
安全方面的投资包括人脸识别系统和无人操作机器人，旨在获得有关潜在恐怖分子、闹事者和足球流氓情报的安全计划亦被制定。共15万公安专业人士和军人参与安保工作，另有两万名私人保安协助。
鉴于2013年洲际国家杯期间场外发生的大规模抗议，赛事的安全考虑已提升。示威者主要不满政府给社会服务大量投钱。

## 观赛指引
國際足協（FIFA）列出的「球場守則」非常嚴謹，除了禁攜煙火外，大面積的國旗和橫額也不得進場，最令人驚訝的是，平板電腦、手提電腦等也不准攜帶，守則列明指錄影機和任何可拍錄聲音和影像的設備，或可透過網絡等媒介傳輸結果的設備均不得攜帶入場，但至於智能手機則網開一面，又允許球迷用相機捕捉精采時刻，但只可用作私人用途，而且只能帶一組電池。
此外守則指示球迷不得外帶食物進場，最多只能在場內購買，而橫額和國旗最多2米長、1.5米寬，而易燃的旗幟、噴霧罐、粉末、傘以及任何發出巨大聲浪的器具亦不准攜帶。隨身物品的長度、寬度和深度均有限制，一律不得超過25厘米，並特別呼籲球迷避免「拖篋」或帶大背包進場。

## 技术投入
2013年2月，国际足联宣布，将在巴西世界杯上启用门线技术，减少误判事件发生。
2013年12月，国际足联主席布拉特表示，在本届世界杯上，将采用限定任意球人墙距离的喷雾技术。裁判测距后，用一种特制的泡沫喷雾剂划定警戒线，可以有效防止球员越界，同时裁判也会用喷雾划定罚任意球时球应放的位置，喷雾的痕迹可在一分钟之内消失。

## 大本营
32个国家队将于开赛前入主大本营，在赛前及比赛期间进行训练。2014年1月31日，国际足联宣布将为每个参赛队伍设立大本营。
| 球队                 | 居住地              | 所属州份       |          | 球队           | 居住地         | 所属州份 |
| -------------------- | ------------------- | -------------- | -------- | -------------- | -------------- | -------- |
| 阿尔及利亚           | 索罗卡巴            | 圣保罗州       | 希腊     | 阿拉卡茹       | 塞尔希培州     |          |
| 阿根廷               | 韦斯帕夏诺          | 米纳斯吉拉斯州 | 洪都拉斯 | 费利斯港       | 圣保罗州       |          |
| 澳大利亚             | 维多利亚            | 圣埃斯皮里图州 | 伊朗     | 瓜鲁柳斯       | 圣保罗州       |          |
| 比利时               | 摩基达斯克鲁易斯市  | 圣保罗州       | 意大利   | 曼加拉蒂巴     | 里约热内卢州   |          |
| 波斯尼亚和黑塞哥维那 | 瓜鲁雅              | 圣保罗州       | 科特迪瓦 | 阿瓜斯迪林多亚 | 圣保罗州       |          |
| 巴西                 | 特雷索波利斯        | 里约热内卢州   | 日本     | 伊图           | 圣保罗州       |          |
| 喀麦隆               | 维多利亚            | 圣埃斯皮里图州 | 墨西哥   | 桑托斯         | 圣保罗州       |          |
| 智利                 | 贝洛奥里藏特        | 米纳斯吉拉斯州 | 荷兰     | 里约热内卢     | 里约热内卢州   |          |
| 哥伦比亚             | 科蒂亚              | 圣保罗州       | 尼日利亚 | 坎皮纳斯       | 圣保罗州       |          |
| 哥斯达黎加           | 桑托斯              | 圣保罗州       | 葡萄牙   | 坎皮纳斯       | 圣保罗州       |          |
| 克罗地亚             | 马塔迪圣若昂        | 巴伊亚州       | 俄罗斯   | 伊图           | 圣保罗州       |          |
| 厄瓜多尔             | 维亚芒              | 南里奥格兰德州 | 韩国     | 伊瓜苏         | 巴拉那州       |          |
| 英格兰               | 里约热内卢          | 里约热内卢州   | 西班牙   | 库里蒂巴       | 巴拉那州       |          |
| 法国                 | 里貝朗普雷圖        | 圣保罗州       | 瑞士     | 塞古鲁港       | 巴伊亚州       |          |
| 德国                 | 圣克鲁斯-卡布拉利亚 | 巴伊亚州       | 美国     | 圣保罗         | 圣保罗州       |          |
| 加纳                 | 马塞约              | 阿拉戈斯州     | 乌拉圭   | 塞蒂拉瓜斯     | 米纳斯吉拉斯州 |          |

## 奖金
国际足联为本次世界杯提供了5.76亿美元奖金，其中7000万美元给予国内俱乐部，分配量较2010年增加了37%。比赛之前，每支参赛队将获得150万美元的准备费用。比赛奖金分配如下：
- 800万美元：给予在小组赛阶段淘汰的球队（16支）
- 900万美元：给予在16强赛中淘汰的球队（8支）
- 1400万美元：给予在四分之一决赛中淘汰的球队（4支）
- 2000万美元：给予第四名
- 2200万美元：给予第三名
- 2500万美元：给予亚军
- 3500万美元：给予冠军